# Licuala bayana
Licuala bayana är en enhjärtbladig växtart som beskrevs av Saw. Licuala bayana ingår i släktet Licuala och familjen Arecaceae. Inga underarter finns listade i Catalogue of Life.